# Osica de Jos, Olt
Osica de Jos este satul de reședință al comunei cu același nume din județul Olt, Oltenia, România.

## Istorie
Satul Osica de Jos este un sat mai nou, înființat în anul 1791, pe moșia unei fete a lui Mihai Viteazul - Smaranda Piciuleasa.
Cele mai vechi documente de la Arhivele Naționale referitoare la acest sat descriu desfășurarea activității pe moșia satului, oamenii aduși aici pentru lucru, cei cae împreună cu clăcașii au închegat comuna de astăzi. 
După desființarea  sa din anul 1968, satul a făcut parte, împreună cu cătunul Bobu, din comuna Dobrun.  Comuna Osica de Jos a fost reînființată în anul 2005.
Primele locuințe ar fi fost ridicate pe locul unde se află astăzi sediul primăriei și în locul în care se aflau grajdurile fostului C.A.P.
Ulterior, acest teren a fost cumpărat de colonelul Vlădoianu care și-a stabilit aici conacul, astfel satul fiind mutat mai la nord, pe unde astăzi este teren arabil și zăvoi. În prezent, din vechea moșie a colonelului Vlădoianu se mai păstrează conacul (în care își are sediul primăria Comunei Osica de Jos) și magazia de cereale.